# Sinbyeongdong-edo achim-i wayo
정신병동에도 아침이 와요  (RR: Sinbyeongdong-edo achim-i wayo, lit. ‘El matí arriba fins i tot a l'ala de psiquiatria’) és una sèrie de televisió sud-coreana del gènere K-drama dirigida per Lee Jae-kyoo, i protagonitzada per Park Bo-young, Yeon Woo-jin, Jang Dong-yoon i Lee Jung-eun. Va ser llançada a Netflix el 3 de novembre de 2023 i consta d'una temporada única, de 12 episodis.
La idea de la sèrie està basada en el webtoon homònim de la plataforma Kakao. Creat per Lee Ra-ha, una antiga infermera, que narra les experiències en la vida real de l'autora.

## Sinopsi
La sèrie se centra en Jung Da-eun, una infermera de tercer any de l'Hospital Universitari Myungshin, que demana el trasllat a l'ala de psiquiatria. A través de la protagonista i les interaccions que té amb els pacients, companys de feina i persones estimades, la història tracta sobre la cura de la salut mental i els tabús i prejudicis que envolten aquests trastorns.

## Repartiment

### Principal
- Park Bo-young com a Jung Da-eun: una infermera que es trasllada de Medicina Interna a Psiquiatria.[5]
- Yeon Woo-jin com a Dong Go-yun: un proctòleg amb una personalitat sovint extravagant.[5]
- Jang Dong-yoon com a Song Yu-chan: el millor amic de Da-eun.[5]
- Lee Jung-eun com a Song Hyo-shin: la infermera en cap de la planta de psiquiatria.[5]

### Secundaris

#### Col·legues de l'hospital
- Park Ji-yeon com a Hong Jeong-ran: companya de classe de Da-eun a la universitat i infermera de psiquiatria.[6]
- Lee Yi-dam com a Min Deul-re: infermera de psiquiatria que arrossega problemes econòmics.[7]
- Lee Sang-hee com a Park Soo-yeon: infermera de psiquiatria, supervisora del torn on treballa Da-eun.[8]
- Jeon Bae-soo com Yoon Man-cheon: zelador de l'ala de psiquiatria.[9]
- Yoo In-soo com Ji Seung-jae: un estudiant en pràctiques que pateix trastorn de pànic.[10]
- Chang Ryul com a Hwang Yeo-hwan: psiquiatra amic de Da-eun i Yu-chan, està enamorat de la Deul-re.[11]
- Kim Jong-tae com Im Hyeok-soo: psiquiatra, cap del departament de psiquiatria.[12]
- Gong Sung-ha com a Cha Min-seo: una psiquiatra una mica esquerpa.[13]
- Im Jae-hyuk com Kong Cheol-woo: psiquiatra de l'hospital i pacient de Go-yun.[14]

#### Pacients
- Jung Woon-sun com a Oh Ri-na: la primera pacient de Da-eun, pateix trastorn bipolar.[9]
- Jo Dal-hwan com a Kim Sung-sik: pacient amb trastorn d'ansietat.[15]
- Kim Dae-gun com a Choi Joon-gi: un pacient que perd el seu nadó i la seva dona.[16]
- Roh Jae-won com a Kim Seo-wan: un intern que es creu un personatge d'un videojoc de rol, és el pacient preferit de Da-eun.[4]

#### Altres
- Park Sung-yeon com l'antiga cap de Da-eun a medicina interna.[17]
- Hwang Young-hee com la mare de Da-eun[18]
- Oh Min-ae com la mare de Seo-wan[17]

## Premis i nominacions
| Award ceremony                           | Year | Category                                         | Nominee                             | Result    | Ref.          |
| ---------------------------------------- | ---- | ------------------------------------------------ | ----------------------------------- | --------- | ------------- |
| Asia Contents Awards & Global OTT Awards | 2024 | Millor sèrie                                     |                                     | Nominat   | [ 19 ] [ 20 ] |
| Asia Contents Awards & Global OTT Awards | 2024 | Millor actriu protagonista                       | Park Bo-young                       | Nominat   | [ 19 ] [ 20 ] |
| Baeksang Arts Awards                     | 2024 | Millor drama                                     |                                     | Nominat   | [ 21 ]        |
| Baeksang Arts Awards                     | 2024 | Millor actriu revelació                          | Lee Yi-dam                          | Nominat   | [ 21 ]        |
| Baeksang Arts Awards                     | 2024 | Millor guió                                      | Lee Nam-gyu, Oh Bo-hyun, Kim Da-hee | Nominat   | [ 21 ]        |
| Blue Dragon Series Awards                | 2024 | Millor drama                                     |                                     | Guanyador | [ 22 ] [ 23 ] |
| Blue Dragon Series Awards                | 2024 | Millor actriu                                    | Park Bo-young                       | Guanyador | [ 22 ] [ 23 ] |
| Blue Dragon Series Awards                | 2024 | Millor actor revelació                           | Roh Jae-won                         | Nominat   | [ 22 ] [ 23 ] |
| Cine21 Awards                            | 2023 | Millor actriu en sèries de televisió             | Park Bo-young                       | Guanyador | [ 24 ]        |
| Premis Emmy Internacional                | 2024 | Millor comèdia                                   |                                     | ?         | [ 25 ]        |
| Time                                     | 2023 | Els 10 millors drames coreans de l'any a Netflix |                                     | Inclòs    | [ 26 ]        |